# Ishak Belfodil
Ishak Belfodil (arabisch إسحاق بلفوضيل, DMG Isḥāq Bilfawḍīl; * 12. Januar 1992 in Mostaganem) ist ein algerisch-französischer Fußballspieler.

## Karriere
Belfodil ist ein 1,92 m großer Stürmer. Er kann auch als Flügelspieler eingesetzt werden.

### Verein
In seiner Jugend spielte Ishak Belfodil für verschiedene französische Vereine, darunter Paris Saint-Germain und von 2007 bis 2008 Clermont Foot. 2008 kam er zu Olympique Lyon und kam zunächst in den Jugendmannschaften und in der viertklassigen Amateurmannschaft zum Einsatz. Am 22. August 2009 gab er beim 3:0 im Spiel gegen AJ Auxerre am dritten Spieltag der Ligue 1 sein Debüt für die erste Mannschaft. Drei Tage später debütierte er auch in der Champions League. Ende Januar 2012 wurde Belfodil für den Rest der Saison 2011/12 an das Serie-A-Team FC Bologna verliehen.
Zur folgenden Spielzeit wechselte er zum FC Parma, bei dem er in 33 Ligaspielen acht Tore erzielte. Am 5. Juli 2013 wechselte der Stürmer zum italienischen Verein Inter Mailand, bei dem er einen Fünfjahresvertrag unterschrieb. Nachdem er bei Inter in der ersten Hälfte der Saison 2013/14 nur unregelmäßig zum Einsatz gekommen war, wurde er zur Rückrunde an den Ligakonkurrenten AS Livorno ausgeliehen. Zur Saison 2014/15 wechselte Belfodil zurück zum FC Parma. Im Mai 2015 wurde bekannt, dass der Vertrag von Belfodil im beiderseitigen Einverständnis mit dem FC Parma aufgelöst wurde. Nach der Vertragsauflösung schloss er sich im Juli 2015 an den Sportverein Baniyas SC aus den Vereinigten Arabischen Emiraten an.
Ab dem 31. August 2017 war Belfodil von Standard Lüttich an Werder Bremen ausgeliehen. Am 25. Oktober 2017 erzielte er im Pokalspiel gegen die TSG 1899 Hoffenheim seinen ersten Pflichtspieltreffer für Werder. Beim 2:2 gegen den 1. FSV Mainz 05 am 16. Dezember 2017 (17. Spieltag) erzielte er auch seinen ersten Ligatreffer. Zur Saison 2018/19 kehrte Belfodil nicht nach Lüttich zurück, sondern wechselte innerhalb der Bundesliga zur TSG 1899 Hoffenheim. Er unterschrieb beim Vorjahresdritten und Champions-League-Teilnehmer einen Vertrag bis zum 30. Juni 2022. Beim 4:0-Auswärtssieg gegen den FC Augsburg am 28. Spieltag der Saison 2018/19 gelang dem Algerier sein erster lupenreiner und perfekter Profi-Hattrick, indem er unter anderem jeweils einmal mit dem Kopf, rechten und linken Fuß erzielte.
Im August 2021 wechselte Belfodil nach dem zweiten Spieltag der laufenden Saison 2021/22 zu Hertha BSC und erhielt einen Einjahresvertrag.
Am 26. Oktober 2021 erzielte er im DFB-Pokal gegen Preußen Münster seinen ersten Pflichtspieltreffer für Hertha. Bei seien 26 Bundesligaspielen stand er 17-mal in der Anfangsformation und erzielte 5 Tore. Da Hertha BSC die Saison auf dem 16. Tabellenplatz beendete, musste er mit Hertha in die Relegation gegen den Hamburger SV, wo sich der Bundesligist durchsetzte.
Ende August 2022 wechselte Belfodil in die Qatar Stars League zu Al-Gharafa, bei dem er einen Zweijahresvertrag erhielt. Nach nur einem Jahr in Katar wechselte er im September 2023 zum aserbaidschanischen Verein Sabah FK.

### Nationalmannschaft

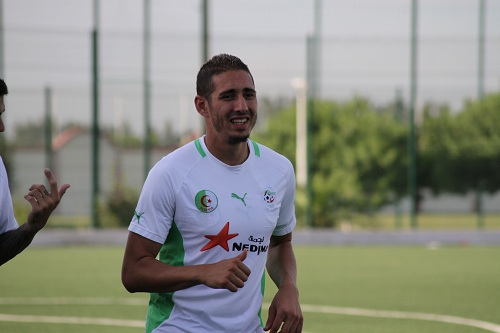
Ishak Belfodil bei der algerischen Nationalmannschaft 2013

Im Jahre 2009 erhielt Belfodil einen französischen Pass und spielte für verschiedene französische Jugendnationalmannschaften. Mit der U17 nahm er an der U17-Europameisterschaft 2009 teil.
Im August 2012 wurde Belfodil für die Qualifikation zur Afrikameisterschaft 2013 erstmals für die algerische A-Nationalmannschaft nominiert. Weil der Verbandswechsel jedoch erst am 26. September 2012 von der FIFA bestätigt wurde, musste sein Debüt verschoben werden. Schlussendlich gab er es am 14. August 2013 in einem Freundschaftsspiel gegen Guinea, das 2:2 endete.

## Erfolge
- 4 × Aufgenommen in die Bundesliga-Elf des Spieltages (Kicker-Sportmagazin)
  - 9., 27., 28. und 30. Spieltag der Saison 2018/19[13]
- 1 × Ausgezeichnet zum Bundesliga-Spieler des Spieltages (Kicker-Sportmagazin)
  - 28. Spieltag der Saison 2018/19[13]